# FBIアメリカ連邦警察
『FBIアメリカ連邦警察』（エフビーアイ アメリカれんぽうけいさつ、英語: The F.B.I.）は、1965年から1974年までアメリカのABCで9シーズンに放送されていた60分枠のテレビ映画である。全240話。カラー制作。

## 概要
アメリカ連邦捜査局 (FBI) が国家的な犯罪やスパイ事件に対して行ってきた捜査を、過去の記録に基づいてドラマ化した作品。FBIおよび当時のFBI長官ジョン・エドガー・フーヴァーの全面協力の下で制作されたドラマである。
本シリーズは、主人公のルイス・アースキン捜査官による捜査活動を中心に描きつつも、あくまで事件の捜査過程を描写することに重点を置いている。毎回のオープニングでは、事件の発端が描写された後、ファイル・ナンバーと犯人の名前、その罪状がクレジットされ、テーマ曲が始まるという形式を取っていた。アメリカ本国での放送時には、視聴者に対して最重要指名手配者の情報提供を呼びかけることも行われた。
製作は、『逃亡者』などで知られるクイン・マーチンプロダクションとワーナー・ブラザースが共同で行った。シリーズを通してフォード・モーター社がスポンサーに付いていたため、捜査官の車両は同社のものが使われていた。
声優の若本規夫のデビュー作でもある。

## キャスト
ルイス・アースキン
演：エフレム・ジンバリストJr. / 日本語版吹き替え：黒沢良
アーサー・ウォード部長
演：フィリップ・アボット / 日本語版吹き替え：川久保潔、和田文夫
ジム・ローズ（第1・2シーズン）
演：スティーブン・ブルックス / 日本語版吹き替え：石原良、中田浩二
トム・コルビー（第3 - 8シーズン）
演：ウィリアム・レイノルズ / 日本語版吹き替え：中田浩二
クリス・ダニエルズ（第9シーズン）
演：シェリー・ノヴァク / 日本語版吹き替え：伊武雅之
日本語版ナレーター
担当：芥川隆行
シリーズ全238話の日本語吹き替え制作に関った声優陣は延べ2000人以上。専門の声優はもちろん、女優、男優やその後の日本声優界を担う多くの若手が起用された。近年、放送に使用されている配給版には、その声優データが端役にいたるまで、ほぼ完全な形で付属している。

## スタッフ
- 制作総指揮：クイン・マーチン（英語版）
- 制作：チャールズ・ラースン（英語版） ほか
- 監督：ドン・メドフォード（英語版） ほか
- テーマ曲作曲：ブロニスラウ・ケイパー

## 日本での放送
日本では、1965年12月5日から1975年1月21日までTBSとその系列局で放送されていた。TBSでは初回からカラー放送。放送時間は以下の通り（いずれも日本標準時）。
- 第1シリーズ：日曜 20:00 - 20:56 （1965年12月5日 - 1966年4月10日）[2]
- 第2シリーズ：日曜 22:30 - 23:26 （1968年4月7日 - 1971年6月20日）
- 第3シリーズ：日曜 22:30 - 23:26 （1971年12月26日 - 1972年3月26日）
- 第4シリーズ：火曜 22:00 - 22:56 （1972年10月10日 - 1973年7月24日）[3]
- 第5シリーズ：火曜 22:00 - 22:56 （1974年8月13日 - 1975年1月21日）

同系列局では238話分が放送されたが、このうちTBSはシリーズの放送期間中に23話分の再放送も行っていたため、同局での通算放送回数は261回となった。再放送された第1シリーズ（1965年12月5日 - 1966年4月10日）のエピソード19話の中から15話を選び、サブタイトルを変更して第2シリーズ（1968年4月7日 - 1971年6月20日）に回したこともある。
シリーズの終了後にはTBSでの再放送は行われなかったが、1976年6月26日（土曜）から日本テレビで行われた。時間は午後4時から。前後の番組の編成の都合上、午後2時30分 - 3時30分と放送時間の繰り上げもあった。しかし、土曜午後という枠はスポーツ中継や特別番組が多く、放送休止が相次ぎ、1981年12月26日までに195話分を放送して終了した。
なお、当時音声多重放送の推進役的立場だった日本テレビは、本作を二ヶ国語放送対象番組に指定し、1978年10月7日放送分から二ヶ国語放送を行っていた。この時に日本テレビが二ヶ国語放送に指定した海外ドラマは、本作と『チャーリーズ・エンジェル』と『ポリス・ストーリー』の3番組だったとする資料が、後に発刊された『週刊TVガイド』の創刊2000号記念増刊号に掲載された。

## その他
- 邦題は「FBIアメリカ連邦警察」とされている場合が多いが、当時の資料や日本語版台本、テーマ曲を収録したLPレコードなど多くのものが「アメリカ連邦警察 FBI」としている。CSでの再放送時には、「THE FBI」というオリジナルタイトルが使われている。発音は「ジ・エフ・ビー・アイ」。ミステリチャンネルでの放送は、当初は第1 - 第8シーズン計215回が予定されていたが、後に174回まで短縮されて2007年12月に終了した。
- 1967年に放送された前後編のエピソード "The Executioners" は日本では放送されなかったが、再編集されて "Cosa Nostra, An Arch Enemy of the FBI" （邦題「FBIの敵No.1」）のタイトルで米国で制作されたものが劇場公開されている。
- ロング・ヒット・シリーズ『サンセット77』の主演でスターとなったエフレム・ジンバリストJr.が主役ルイス・アースキン捜査官を演じており、日本では『サンセット77』でジンバリストの声を担当した黒沢良が再び吹き替えを務めた。
- アースキン主任捜査官は妻と死別し、バーバラ（リン・ローリング）という娘がいる。彼女はアースキンの後輩捜査官ジム・ローズ（スティーブン・ブルックス）の婚約者でもあったが、初期の数回に登場したのみで姿を消した。以後はアースキンの私生活が描かれることはほとんどなくなり、事件の捜査過程の描写に重きが置かれるようになった。
- 芥川隆行は、当初は冒頭のナレーションのみを担当していたが、第2シーズンからは事件の概要を語るナレーションや事件解決のナレーションも担当していた。